# Chromacjusz z Akwilei
Chromacjusz z Akwilei (ur. ok. 345 w Akwilei, zm. pomiędzy 406-407 w Grado) – wczesnochrześcijański pisarz i biskup Akwilei w latach 388-407, święty Kościoła katolickiego.

## Żywot świętego
Około roku 368 pełnił posługę kapłańską w Akwilei. Brał aktywny udział w pracach synodu w Akwilei, na którym w roku 381 potępiono ariańskich biskupów z Ilirii. Sakrę biskupią otrzymał z rąk świętego Ambrożego w roku 387. Wstawiał się u cesarza Arkadiusza w sprawie Jana Chryzostoma. Ostatnie lata życia Chromacjusza przypadły na czasy najazdu Wizygotów pod wodzą Alaryka. Jest uznawany za pierwszego duszpasterza akademickiego.

## Pisma
Zachowało się 25 fragmentów Objaśnień do Ewangelii według św. Mateusza. Ponadto: Mowa na temat ośmiu błogosławieństw, Wykład modlitwy Pańskiej oraz 31 Homilii.

## Kult
Jego wspomnienie liturgiczne w Kościele katolickim obchodzone jest 2 grudnia.